# Арись (Отрарський сільський округ)
Ари́сь (каз. Арыс) — село у складі Отирарського району Туркестанської області Казахстану. Адміністративний центр Отрарського сільського округу.
Населення — 3572 особи (2021; 2984 у 2009, 2987 у 1999, 2305 у 1989).